# Isolepis pellocolea
Isolepis pellocolea är en halvgräsart som beskrevs av Brian Laurence Burtt. Isolepis pellocolea ingår i släktet borstsävssläktet, och familjen halvgräs. Inga underarter finns listade i Catalogue of Life.